# Haft kociewski
Haft kociewski – wzory haftu charakterystyczne dla Kociewia, stworzone współcześnie (lata 60. XX wieku) na podstawie zachowanych elementów kultury ludowej tego regionu.

## Historia

### Zanik tradycji
Tradycyjne hafciarstwo na Kociewiu zanikło. Przyczyną tego mogło być rozpowszechnienie się mody na przemysłowo wykonaną odzież, która trafiła tu wcześniej niż na sąsiednie tereny. Ponadto Kociewie nie było przedmiotem tak skrupulatnych badań jak sąsiednie Kaszuby. Począwszy od Oskara Kolberga, etnografowie i badacze kultury ludowej bardziej upodobali dalej położone Kaszuby, jako region bardziej atrakcyjny. W związku z tym Kociewie w pewnym sensie przegrało batalię o udokumentowanie swojej tożsamości regionalnej. Nie opisane, nie do końca zbadane, w wielu bezpowrotnie utraciło dowody własnej kultury ludowej. Tak było przede wszystkim z haftem i strojem ludowym.

### Próba rekonstrukcji
Na przełomie lat 60. i 70. XX wieku podjęto próby odtwarzania haftu kociewskiego. Niewątpliwe zasługi w tym zakresie mają Maria Wespowa z Morzeszczyna oraz Małgorzata Garnyszowa z Pączewa, których prace hafciarskie już wtedy cechowało barwne wzornictwo motywów roślinnych, zasadniczo odmienne od przykładów kaszubskich.
Zaczęto badać zachowane jeszcze tu i ówdzie relikty ludowego ornamentu kociewskiego. Zbadano wiele sztandarów i chorągwi parafialnych w kociewskich kościołach wiejskich, w celu przeniesienia zachowanych wzorów dawnych hafciarek ludowych. Dokonano przeglądu kociewskich skrzyń wianowych i szelblągów, na których widniały ornamenty i motywy kwiatowe w formie ozdób malarskich. Przeprowadzono mnóstwo wywiadów środowiskowych w celu pozyskania zachowanych serwetek. Przewertowano również dostępną literaturę etnograficzną, aby z materiałów ikonograficznych odtworzyć motywy zdobnicze mebli ludowych. Pomocne okazały się też wizyty w muzeach posiadających zbiory z terenu Kociewia. 
Podjęte wysiłki zaowocowały rekonstrukcją. Poszczególne elementy wzorów, a nawet kompozycje ich połączeń nanoszono na matryce, by następnie je powielić i wypełnić uzgodnionymi kolorami. Kanon kolorystyki odtworzonego haftu określano na podstawie konfrontacji nielicznych przykładów haftów kościelnych i polichromii występujących na sprzętach domowych. Przyjęto zatem siedem podstawowych kolorów: biały, żółty, niebieski, zielony, czerwony, liliowy i brązowy.